# Michael Logan (Bassist)
Michael Logan (* ca. 1949) ist ein US-amerikanischer Jazzbassist.
Logan, der aus Chicago stammt, spielte zunächst Gitarre. 1969 wechselte er zur Bassgitarre, Mitte der 1970er Jahre zum Kontrabass. Er studierte bei Rufus Reid und bei Muhal Richard Abrams, an dessen Album Blues Forever (Black Saint, 1982) er mitwirkte. Im Laufe seiner Karriere arbeitete er außerdem mit dem Northside Symphony Orchestra, Clifford Jordan, John Hicks, John Stubblefield, Walter Bishop junior und Geri Allen. Ab den 1990er-Jahren gehörte er dem Trio und Quartett von Kalaparusha Maurice McIntyre an, auf dessen Alben Dream Of (CIMP, 1998) und  Extremes (2007) er zu hören ist.  Unter eigenem Namen legte er 1995 bei Muse Records das Album Night Out vor, an dem  Benny Green, Houston Person, Joe Ford und Cecil Brooks III mitwirkten.
Der Bassist ist nicht mit dem gleichnamigen Keyboarder zu verwechseln, der u. a. mit Ramsey Lewis arbeitete.